# Haseldorfer Binnenelbe mit Elbvorland
Das Naturschutzgebiet Haseldorfer Binnenelbe mit Elbvorland liegt in der Wedel-Haseldorfer Marsch. Es erstreckt sich etwa 15 Kilometer entlang der Elbe von Wedel bis zur Pinnaumündung.
Dieses Gebiet wurde 1984 unter Naturschutz gestellt und hat eine Größe von ca. 2160 Hektar und ist somit eins der größten Naturschutzgebiete Schleswig-Holsteins. In § 3 der Naturschutzverordnung heißt es: „Das Naturschutzgebiet besteht aus der naturnahen Flussuferlandschaft der Elbe, die in Teilen durch die Vordeichung verändert wurde. Es handelt sich um ein Feuchtgebiet von gesamtstaatlich-repräsentativer und internationaler Bedeutung.“
Durch die ab 1975 durchgeführten Hochwasserschutzmaßnahmen und den Bau von Landesschutzdeichen änderten sich die Wasserverhältnisse und die natürlichen Lebensräume in diesem Gebiet. Große Teile der ehemaligen Flusslandschaft unterstanden nun nicht mehr der Tide. Das Naturschutzgebiet gilt als großes ornithologisches Rast- und Brutgebiet im Raum der Unterelbe. Aufgrund von Gutachten werden seit einigen Jahren Pflege- und Entwicklungsarbeiten durchgeführt.

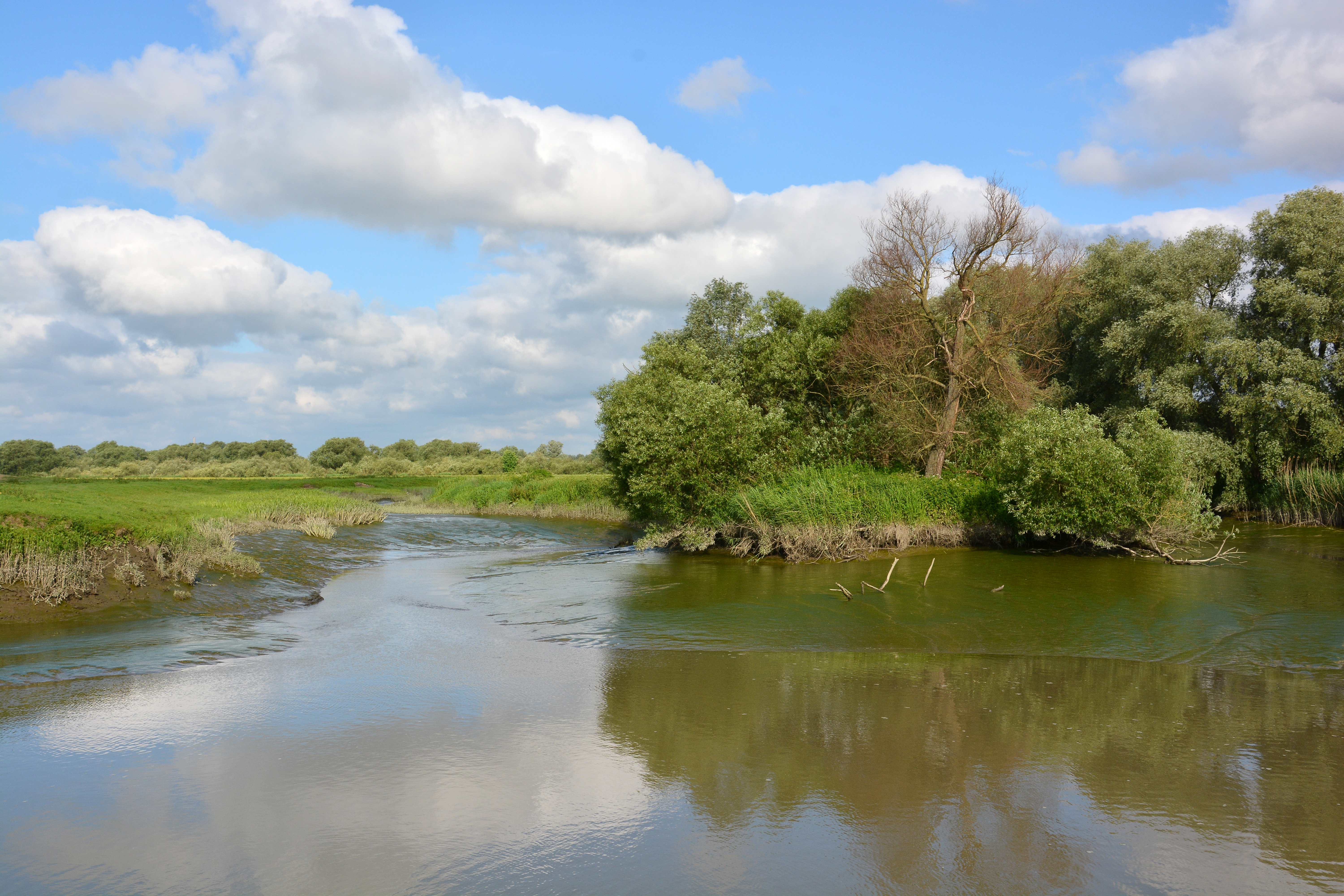
Priel bei Haseldorf
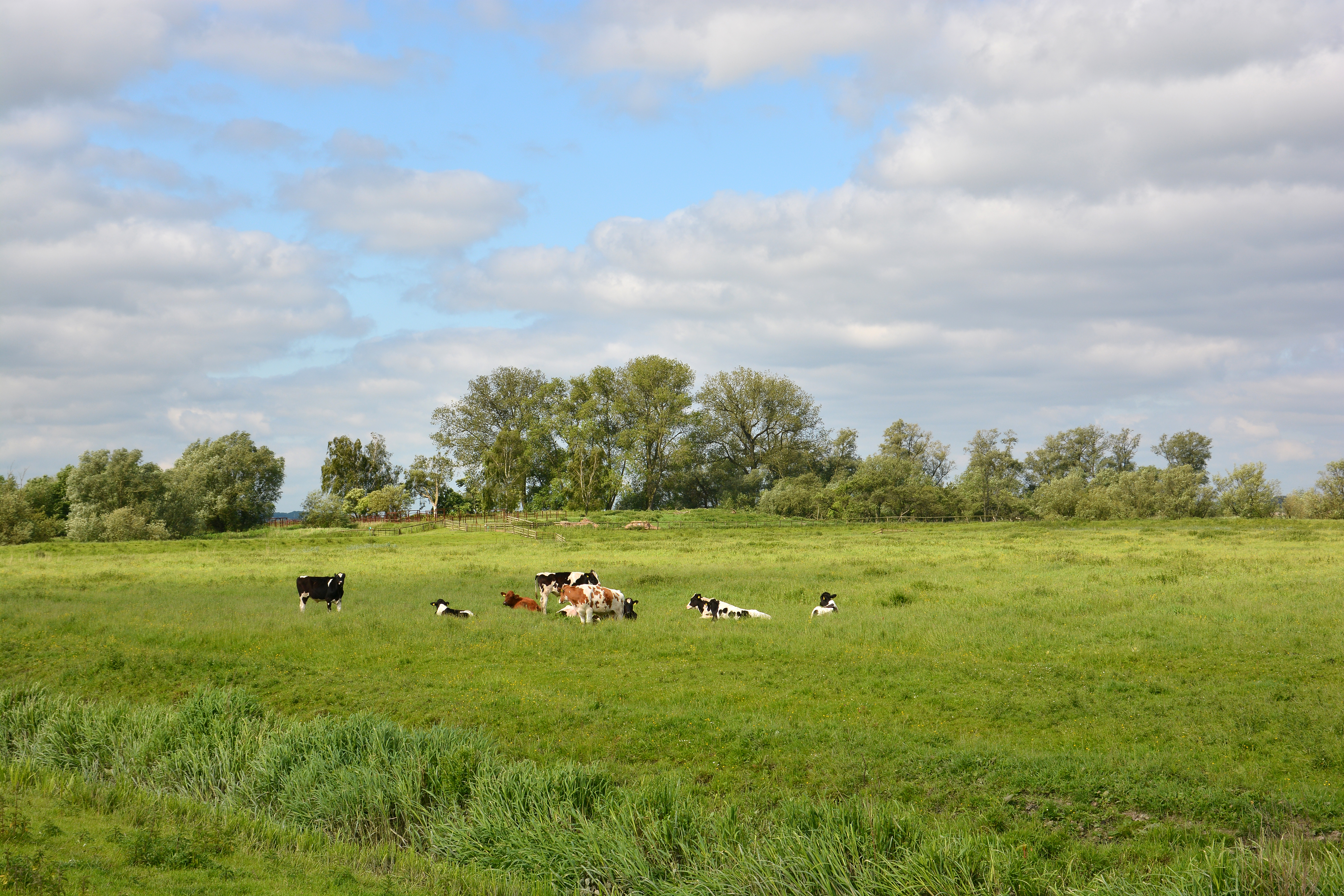
Weideflächen Julssand
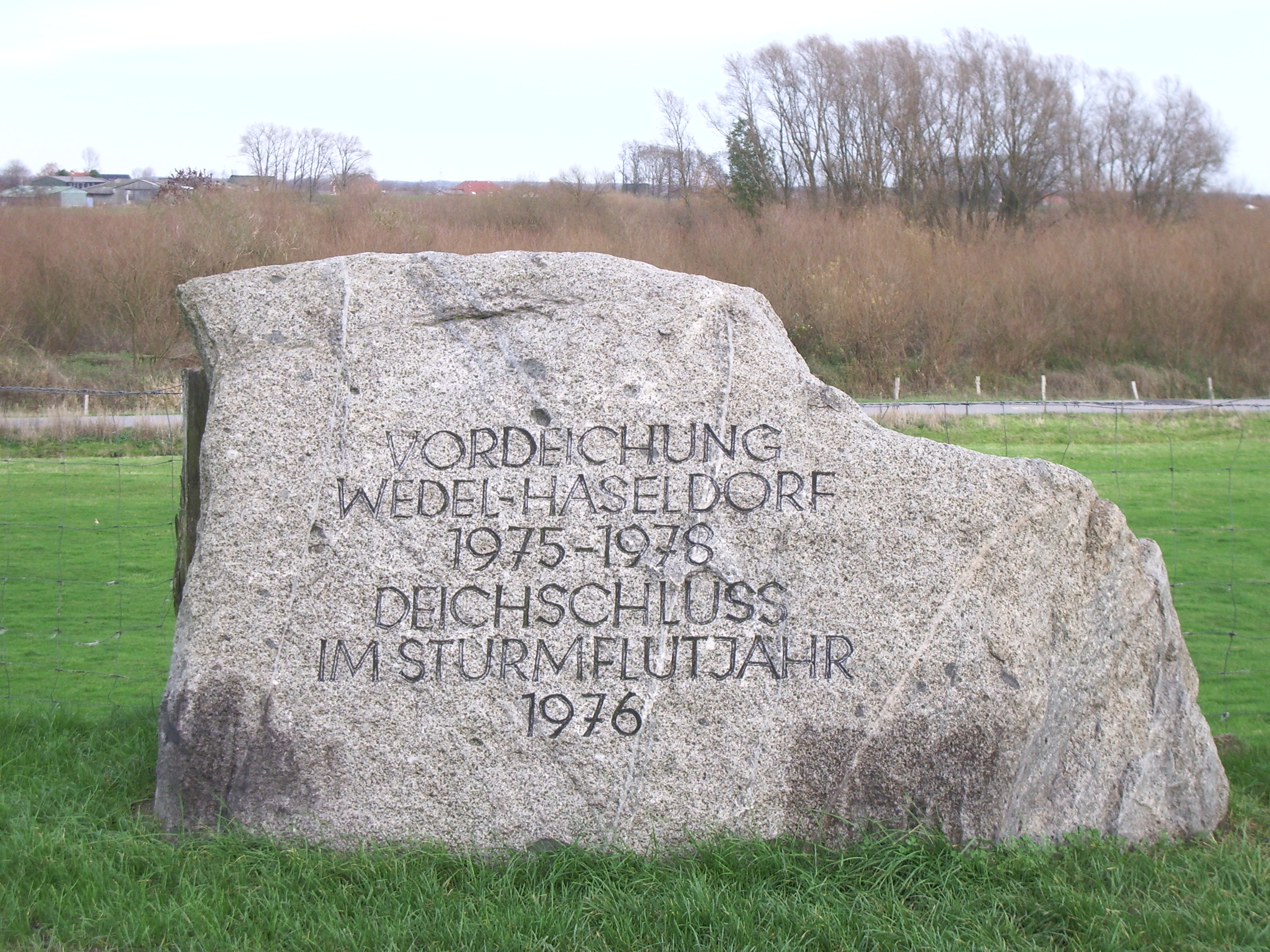
Gedenkstein zum Deichschluss in der Haseldorfer Marsch
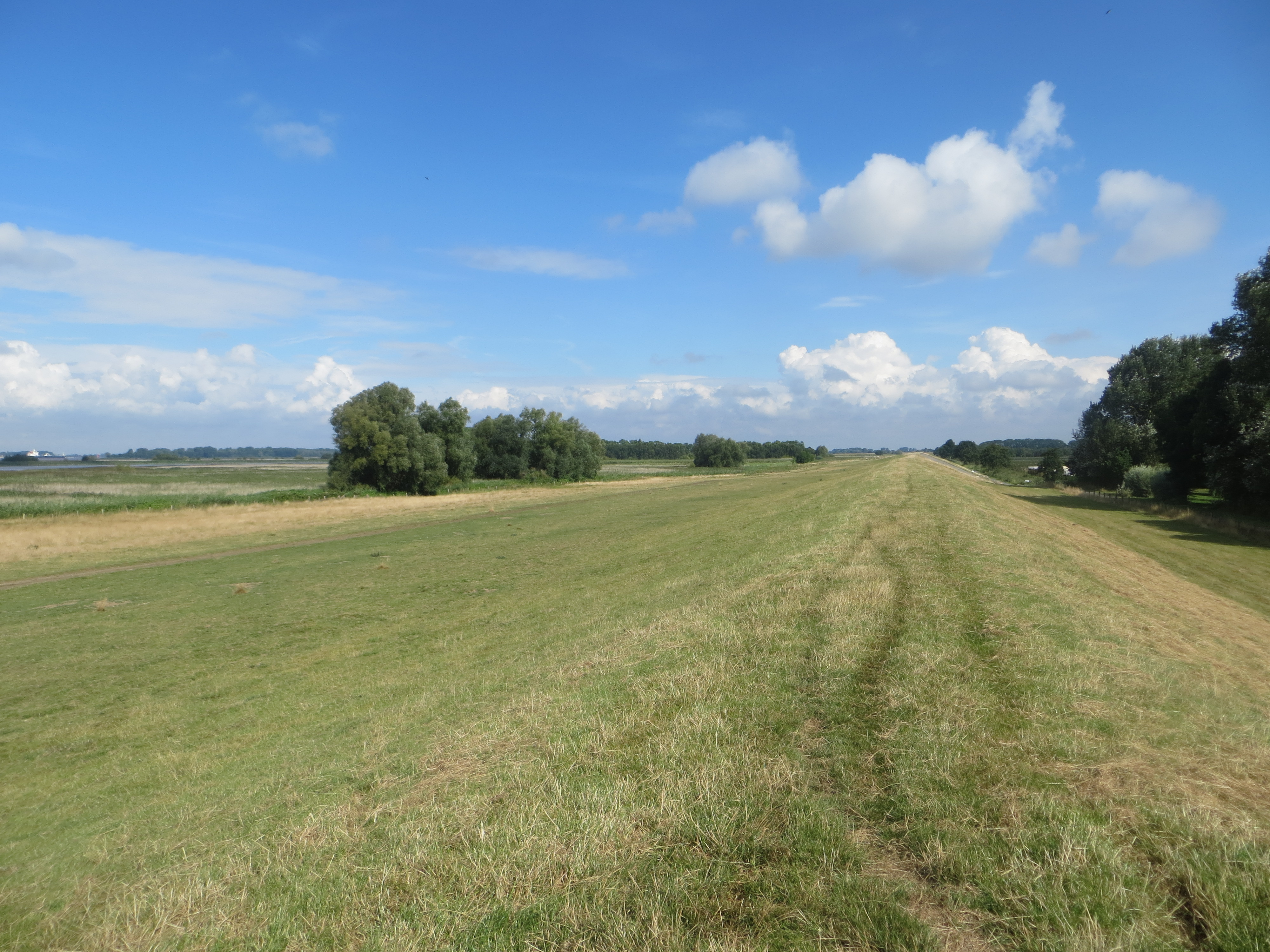
Deich vor dem Apfelgut Deekenhörn
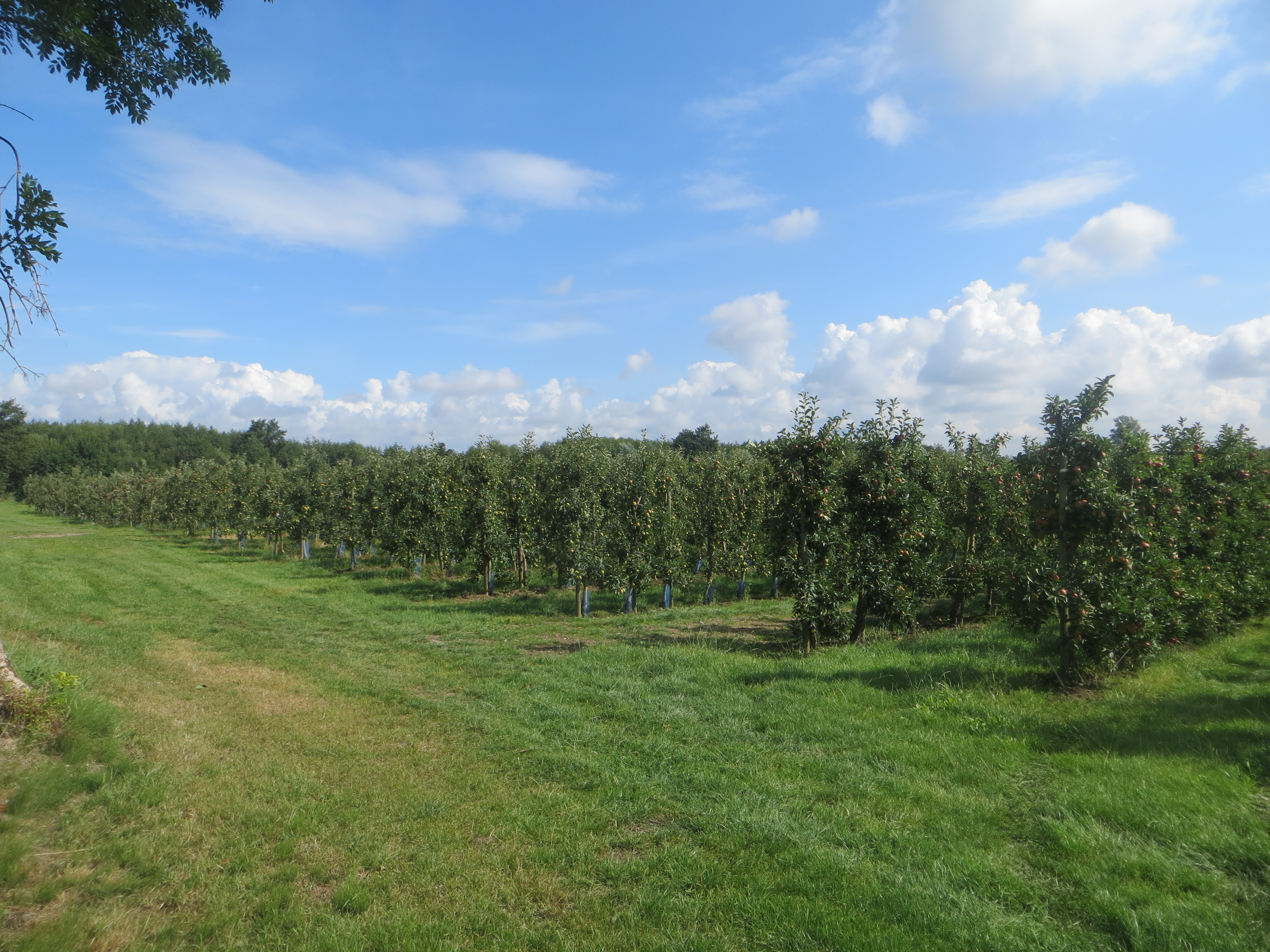
Apfelanbau prägt die Gemeinde

Die Flächen des Naturschutzgebiets liegen weitgehend im FFH-Gebiet DE-2323-392 Schleswig-Holsteinisches Elbästuar und angrenzende Flächen und im EU-Vogelschutzgebiet DE-2323-401 Unterelbe bis Wedel. Diese beiden Gebiete sind deutlich größer und gehören zum europäischen Schutzgebietsnetz Natura 2000.